# Zlatý pohár CONCACAF 2025 (soupisky)
Soupisky na Zlatý pohár CONCACAF 2025, který se hrál ve Spojených státech amerických a Kanadě.
| Zlato             | Stříbro        | Bronz                | Bronz               |
| ----------------- | -------------- | -------------------- | ------------------- |
| Mexiko • Soupiska | USA • Soupiska | Guatemala • Soupiska | Honduras • Soupiska |

## Skupina A

### Mexiko
Hlavní trenér:  Javier Aguirre
| Jméno                    | Datum narození     | Klub                |
| Brankáři                 | Brankáři           | Brankáři            |
| ------------------------ | ------------------ | ------------------- |
| Luis Malagón             | 2. března 1997     | Club América        |
| Raúl Rangel              | 25. února 2000     | CD Guadalajara      |
| Guillermo Ochoa          | 13. července 1985  | AVS Futebol SAD     |
| Obránci                  |                    |                     |
| Jorge Sánchez            | 10. prosince 1997  | Cruz Azul           |
| César Montes             | 24. února 1997     | FK Lokomotiv Moskva |
| Johan Vásquez            | 22. října 1998     | Janov CFC           |
| Israel Reyes             | 23. května 2000    | Club América        |
| Jesús Orozco             | 19. února 2002     | Cruz Azul           |
| Julián Araujo            | 13. srpna 2001     | AFC Bournemouth     |
| Jesús Gallardo           | 15. srpna 1994     | Deportivo Toluca FC |
| Mateo Chávez             | 11. května 2004    | AZ Alkmaar          |
| Záložníci                |                    |                     |
| Edson Álvarez -          | 24. října 1997     | West Ham United FC  |
| Érik Lira                | 8. května 2000     | Cruz Azul           |
| Gilberto Mora            | 14. října 2008     | Club Tijuana        |
| Carlos Alberto Rodríguez | 3. ledna 1997      | Cruz Azul           |
| Marcel Ruiz              | 26. října 2000     | Deportivo Toluca FC |
| Orbelín Pineda           | 24. března 1996    | AEK Athény          |
| Efraín Álvarez           | 19. června 2002    | CD Guadalajara      |
| Luis Chávez              | 15. ledna 1996     | FK Dynamo Moskva    |
| Roberto Alvarado         | 7. září 1998       | CD Guadalajara      |
| Útočníci                 |                    |                     |
| Raúl Jiménez             | 5. května 1991     | Fulham FC           |
| Alexis Vega              | 25. listopadu 1997 | Deportivo Toluca FC |
| Santiago Giménez         | 18. dubna 2001     | AC Milán            |
| Julián Quiñones          | 24. března 1997    | Al Qadsiah FC       |
| Ángel Sepúlveda          | 15. února 1991     | Cruz Azul           |
| César Huerta             | 3. prosince 2000   | RSC Anderlecht      |

### Dominikánská republika
Hlavní trenér:  Marcelo Neveleff
| Jméno               | Datum narození     | Klub                     |
| Brankáři            | Brankáři           | Brankáři                 |
| ------------------- | ------------------ | ------------------------ |
| Miguel Lloyd        | 23. října 1982     | Cibao FC                 |
| Xavier Valdez       | 23. listopadu 2003 | Nashville SC             |
| Wilkins Geraldo     | 27. května 2008    | CF Rayo Majadahonda      |
| Obránci             |                    |                          |
| Joao Urbáez         | 24. července 2002  | CD Leganés               |
| Junior Firpo        | 22. srpna 1996     | Leeds United FC          |
| Edgar Pujol         | 7. srpna 2004      | Real Madrid Castilla     |
| Noah Dollenmayer    | 26. října 1999     | El Paso Locomotive FC    |
| Miguel Ángel Beltré | 12. července 2003  | CD Azuqueca              |
| Jimmy Kaparos       | 25. prosince 2001  | Rot-Weiss Essen          |
| Juan Castillo       | 13. ledna 2000     | RKC Waalwijk             |
| Luiyi de Lucas      | 31. srpna 1994     | Nea Salamis Famagusta FC |
| Michael Sambataro   | 4. prosince 2002   | bez angažmá              |
| Záložníci           |                    |                          |
| Pablo Rosario       | 7. ledna 1997      | OGC Nice                 |
| Heinz Mörschel      | 24. srpna 1997     | FC Vizela                |
| Ronaldo Vásquez     | 30. června 1999    | Sumqayit FK              |
| Edison Azcona       | 21. listopadu 2003 | Las Vegas Lights FC      |
| Jean Carlos López - | 9. listopadu 1993  | Cibao FC                 |
| Juanca Pineda       | 12. ledna 2000     | PFK Beroe Stara Zagora   |
| Lucas Bretón        | 20. listopadu 2006 | Atlético Malagueño       |
| Ángel Montes de Oca | 18. února 2003     | Cibao FC                 |
| Útočníci            |                    |                          |
| Rafael Núñez        | 25. ledna 2002     | FC Cartagena             |
| Mariano Díaz        | 1. srpna 1993      | bez angažmá              |
| Edarlyn Reyes       | 30. září 1997      | PFK Arsenal Tula         |
| Dorny Romero        | 24. ledna 1998     | Club Bolívar             |
| Peter González      | 25. července 2002  | Getafe CF                |
| Erick Japa          | 6. dubna 1999      | Umecit FC                |

### Kostarika
Hlavní trenér:  Miguel Herrera
| Jméno                   | Datum narození    | Klub                     |
| Brankáři                | Brankáři          | Brankáři                 |
| ----------------------- | ----------------- | ------------------------ |
| Keylor Navas -          | 15. prosince 1986 | CA Newell's Old Boys     |
| Alexandre Lezcano       | 26. srpna 2001    | AD San Carlos            |
| Patrick Sequeira        | 1. března 1999    | Casa Pia AC              |
| Obránci                 |                   |                          |
| Santiago van der Putten | 25. června 2004   | LD Alajuelense           |
| Jeyland Mitchell        | 29. září 2004     | Feyenoord                |
| Juan Pablo Vargas       | 6. června 1995    | Millonarios FC           |
| Fernán Faerrón          | 22. srpna 2000    | CS Herediano             |
| Alexis Gamboa           | 20. března 1999   | LD Alajuelense           |
| Joseph Mora             | 15. ledna 1993    | Deportivo Saprissa       |
| Ariel Lassiter          | 27. září 1994     | Portland Timbers         |
| Francisco Calvo         | 8. července 1992  | Hatayspor                |
| Guillermo Villalobos    | 7. června 2001    | LD Alajuelense           |
| Kenay Myrie             | 6. září 2006      | Deportivo Saprissa       |
| Záložníci               |                   |                          |
| Brandon Aguilera        | 28. června 2003   | Rio Ave FC               |
| Jefferson Brenes        | 13. dubna 1997    | Deportivo Saprissa       |
| Orlando Galo            | 11. srpna 2000    | Riga FC                  |
| Alejandro Bran          | 5. března 2001    | LD Alajuelense           |
| Cristopher Núñez        | 8. prosince 1997  | CS Cartaginés            |
| Útočníci                |                   |                          |
| Andy Rojas              | 5. prosince 2005  | New York Red Bulls       |
| Manfred Ugalde          | 25. května 2002   | FK Spartak Moskva        |
| Alonso Martínez         | 15. října 1998    | New York City FC         |
| Warren Madrigal         | 24. července 2004 | Valencia CF              |
| Kenneth Vargas          | 17. dubna 2002    | Heart of Midlothian FC   |
| Josimar Méndez          | 19. září 2001     | AD San Carlos            |
| Álvaro Zamora           | 9. března 2002    | Aris Soluň               |
| Carlos Mora             | 18. března 2001   | CS Universitatea Craiova |

### Surinam
Hlavní trenér:  Stanley Menzo
| Jméno                  | Datum narození     | Klub                   |
| Brankáři               | Brankáři           | Brankáři               |
| ---------------------- | ------------------ | ---------------------- |
| Warner Hahn            | 15. června 1992    | Hammarby IF            |
| Jonathan Fonkel        | 15. dubna 2005     | SV Robinhood           |
| Etienne Vaessen        | 26. července 1995  | FC Groningen           |
| Ishan Kort             | 1. června 2000     | FK Hebar               |
| Obránci                |                    |                        |
| Anfernee Dijksteel     | 27. října 1996     | Middlesbrough FC       |
| Liam van Gelderen      | 23. března 2001    | RKC Waalwijk           |
| Dion Malone -          | 13. února 1989     | APK Karmiotissa        |
| Ridgeciano Haps        | 12. června 1993    | Benátky FC             |
| Myenty Abena           | 12. prosince 1994  | FK Spartak Moskva      |
| Yannick Leliendal      | 23. dubna 2002     | FC Volendam            |
| Djevencio van der Kust | 30. dubna 2001     | Beerschot AC           |
| Shaquille Pinas        | 19. března 1998    | Hammarby IF            |
| Záložníci              |                    |                        |
| Immanuel Pherai        | 25. dubna 2001     | Hamburger SV           |
| Justin Lonwijk         | 21. prosince 1999  | Viborg FF              |
| Denzel Jubitana        | 6. května 1999     | Atromitos Athény       |
| Jean-Paul Boëtius      | 22. března 1994    | SV Darmstadt 98        |
| Renske Adipi           | 1. srpna 1999      | SV Robinhood           |
| Jayden Turfkruier      | 25. září 2002      | SC Telstar             |
| Kenneth Paal           | 24. června 1997    | Queens Park Rangers FC |
| Dhoraso Klas           | 30. ledna 2001     | FC Iberia 1999         |
| Útočníci               |                    |                        |
| Gyrano Kerk            | 2. prosince 1995   | Royal Antwerp FC       |
| Richonell Margaret     | 7. července 2000   | RKC Waalwijk           |
| Shaquille Stein        | 7. července 2000   | Cavalier FC            |
| Gleofilo Vlijter       | 17. září 1999      | OFK Bělehrad           |
| Jaden Montnor          | 9. srpna 2002      | Aris Limassol          |
| Jamilhio Rigters       | 11. listopadu 1999 | Cavalier FC            |

## Skupina B

### Kanada
Hlavní trenér:  Jesse Marsch
| Jméno               | Datum narození     | Klub                        |
| Brankáři            | Brankáři           | Brankáři                    |
| ------------------- | ------------------ | --------------------------- |
| Dayne St. Clair     | 9. května 1997     | Minnesota United FC         |
| Maxime Crépeau      | 11. dubna 1994     | Portland Timbers            |
| Tom McGill          | 25. března 2000    | Brighton & Hove Albion FC   |
| Obránci             |                    |                             |
| Alistair Johnston   | 8. října 1998      | Celtic FC                   |
| Zorhan Bassong      | 7. května 1999     | Sporting Kansas City        |
| Kamal Miller        | 16. května 1997    | Portland Timbers            |
| Joel Waterman       | 24. ledna 1996     | Club de Foot Montréal       |
| Derek Cornelius     | 25. listopadu 1997 | Olympique Marseille         |
| Luc de Fougerolles  | 12. října 2005     | Fulham FC                   |
| Richie Laryea       | 7. ledna 1995      | Toronto FC                  |
| Jamie Knight-Lebel  | 24. prosince 2004  | Crewe Alexandra FC          |
| Záložníci           |                    |                             |
| Mathieu Choinière   | 7. února 1999      | Grasshopper Club Zürich     |
| Stephen Eustáquio - | 21. prosince 1996  | FC Porto                    |
| Ismaël Koné         | 16. června 2002    | Stade Rennais FC            |
| Jacob Shaffelburg   | 26. listopadu 1999 | Nashville SC                |
| Tajon Buchanan      | 8. února 1999      | Villarreal CF               |
| Nathan Saliba       | 7. února 2004      | Club de Foot Montréal       |
| Ali Ahmed           | 10. října 2000     | Vancouver Whitecaps FC      |
| Jonathan Osorio     | 12. června 1992    | Toronto FC                  |
| Niko Sigur          | 9. září 2003       | HNK Hajduk Split            |
| Útočníci            |                    |                             |
| Cyle Larin          | 17. dubna 1995     | RCD Mallorca                |
| Jonathan David      | 14. ledna 2000     | Lille OSC                   |
| Daniel Jebbison     | 11. července 2003  | AFC Bournemouth             |
| Tani Oluwaseyi      | 15. května 2000    | Minnesota United FC         |
| Promise David       | 3. července 2001   | Royale Union Saint-Gilloise |
| Jayden Nelson       | 26. září 2002      | Vancouver Whitecaps FC      |

### Honduras
Hlavní trenér:  Reinaldo Rueda
| Jméno               | Datum narození     | Klub                     |
| Brankáři            | Brankáři           | Brankáři                 |
| ------------------- | ------------------ | ------------------------ |
| Edrick Menjívar     | 1. března 1993     | CD Olimpia               |
| Luis López          | 13. září 1993      | Real CD España           |
| Marlon Licona       | 9. února 1991      | CF Motagua               |
| Obránci             |                    |                          |
| Denil Maldonado     | 26. května 1998    | CS Universitatea Craiova |
| Julián Martínez     | 1. prosince 2003   | CD Olimpia               |
| Luis Vega           | 28. února 2001     | CF Motagua               |
| Cristopher Meléndez | 25. listopadu 1997 | CF Motagua               |
| Joseph Rosales      | 6. listopadu 2000  | Minnesota United FC      |
| Getsel Montes       | 23. června 1996    | CS Herediano             |
| Raul García         | 13. března 2004    | Lobos UPNFM              |
| Luís Crisanto       | 1. března 2000     | Juticalpa FC             |
| Záložníci           |                    |                          |
| Kervin Arriaga      | 5. ledna 1998      | Real Zaragoza            |
| Alexander López     | 5. června 1992     | Olancho FC               |
| Carlos Mejía        | 19. února 2000     | CF Motagua               |
| Edwin Rodríguez     | 25. září 1999      | CD Olimpia               |
| Carlos Pineda       | 23. září 1997      | CD Olimpia               |
| Deiby Flores        | 16. června 1996    | Toronto FC               |
| Jorge Álvarez       | 29. ledna 1998     | CD Olimpia               |
| Útočníci            |                    |                          |
| José Pinto          | 27. září 1997      | CD Olimpia               |
| Anthony Lozano -    | 25. dubna 1993     | Santos Laguna            |
| Jorge Benguché      | 21. května 1996    | CD Olimpia               |
| Romell Quioto       | 9. srpna 1991      | Al-Arabi SC              |
| Alexy Vega          | 16. září 1996      | CD Marathón              |
| Luis Palma          | 17. ledna 2000     | Olympiakos Pireus        |
| Dixon Ramírez       | 15. dubna 2001     | Real CD España           |
| Yustin Arboleda     | 18. září 1991      | CD Olimpia               |

### Salvador
Hlavní trenér:  Hernán Darío Gómez
| Jméno                | Datum narození    | Klub                   |
| Brankáři             | Brankáři          | Brankáři               |
| -------------------- | ----------------- | ---------------------- |
| Mario González       | 20. května 1997   | Alianza FC             |
| Kevin Carabantes     | 6. února 1993     | CD FAS                 |
| Benji Villalobos     | 18. července 1988 | CD Águila              |
| Obránci              |                   |                        |
| Julio Sibrián -      | 17. července 1996 | CD Águila              |
| Roberto Domínguez    | 9. května 1997    | AD Isidro Metapán      |
| Jorge Cruz           | 24. ledna 2000    | CD FAS                 |
| Diego Flores         | 1. července 2001  | CD Luis Ángel Firpo    |
| Alexander Larín      | 27. června 1992   | CD Águila              |
| Henry Romero         | 17. října 1991    | Alianza FC             |
| Bryan Tamacas        | 21. února 1995    | CD FAS                 |
| Mauricio Cerritos    | 17. října 2003    | CD Luis Ángel Firpo    |
| Záložníci            |                   |                        |
| Darwin Cerén         | 31. prosince 1989 | CD Águila              |
| Bryan Landaverde     | 27. května 1995   | CD Luis Ángel Firpo    |
| Enrico Hernández     | 23. února 2001    | TOP Oss                |
| Josué Rivera         | 9. března 1999    | AD Isidro Metapán      |
| Jefferson Valladares | 8. prosince 2002  | CD Municipal Limeño    |
| Jairo Henríquez      | 31. srpna 1993    | CD Águila              |
| Harold Osorio        | 20. srpna 2003    | Chicago Fire           |
| Melvin Cartagena     | 30. července 1999 | AD Isidro Metapán      |
| Elvin Alvarado       | 23. srpna 1998    | AD Isidro Metapán      |
| Útočníci             |                   |                        |
| Steven Guerra        | 12. března 2005   | AD Isidro Metapán      |
| Brayan Gil           | 28. června 2001   | FK Baltika Kaliningrad |
| Santos Ortiz         | 22. ledna 1990    | CD Águila              |
| Rafael Tejada        | 12. března 2003   | CD FAS                 |
| Emerson Mauricio     | 27. srpna 2002    | Alianza FC             |
| Brandon Ramírez      | 5. září 2008      | Turín FESA FC          |

### Curaçao
Hlavní trenér:  Dick Advocaat
| Jméno               | Datum narození     | Klub              |
| Brankáři            | Brankáři           | Brankáři          |
| ------------------- | ------------------ | ----------------- |
| Eloy Room -         | 6. února 1989      | Cercle Brugge KSV |
| Tyrick Bodak        | 15. května 2002    | SC Telstar        |
| Trevor Doornbusch   | 6. července 1999   | VVV-Venlo         |
| Obránci             |                    |                   |
| Cuco Martina        | 25. září 1989      | bez angažmá       |
| Juriën Gaari        | 23. prosince 1993  | Al Hazm FC        |
| Roshon van Eijma    | 9. června 1998     | RKC Waalwijk      |
| Sherel Floranus     | 23. srpna 1998     | PEC Zwolle        |
| Ar'jany Martha      | 4. září 2003       | Beerschot AC      |
| Joshua Brenet       | 20. března 1994    | Al-Rayyan SC      |
| Tyrique Mercera     | 19. prosince 2003  | SC Cambuur        |
| Záložníci           |                    |                   |
| Godfried Roemeratoe | 19. srpna 1999     | RKC Waalwijk      |
| Juninho Bacuna      | 7. srpna 1997      | Al-Wehda FC       |
| Livano Comenencia   | 3. února 2004      | Juventus Next Gen |
| Leandro Bacuna      | 21. srpna 1991     | FC Groningen      |
| Rayvien Rosario     | 11. dubna 2004     | SBV Excelsior     |
| Kevin Felida        | 11. listopadu 1999 | RKC Waalwijk      |
| Útočníci            |                    |                   |
| Jürgen Locadia      | 7. listopadu 1993  | CF Intercity      |
| Jeremy Antonisse    | 29. března 2002    | Moreirense FC     |
| Joshua Zimmerman    | 23. května 2001    | TOP Oss           |
| Kenji Gorré         | 29. září 1994      | Umm Salal SC      |
| Jearl Margaritha    | 10. dubna 2000     | Phoenix Rising FC |
| Brandley Kuwas      | 19. září 1992      | FC Volendam       |
| Rangelo Janga       | 16. dubna 1992     | FC Eindhoven      |
| Gervane Kastaneer   | 9. června 1996     | Persib Bandung    |

## Skupina C

### Panama
Hlavní trenér:  Thomas Christiansen
| Jméno                | Datum narození     | Klub                    |
| Brankáři             | Brankáři           | Brankáři                |
| -------------------- | ------------------ | ----------------------- |
| Luis Mejía           | 16. března 1991    | Nacional Montevideo     |
| JD Gunn              | 24. ledna 2000     | New England Revolution  |
| Orlando Mosquera     | 25. prosince 1994  | Al-Fayha FC             |
| Obránci              |                    |                         |
| César Blackman       | 2. dubna 1998      | ŠK Slovan Bratislava    |
| José Córdoba         | 3. června 2001     | Norwich City FC         |
| Fidel Escobar        | 9. ledna 1995      | Deportivo Saprissa      |
| Edgardo Fariña       | 21. září 2001      | FK Chimki               |
| Carlos Harvey        | 3. února 2000      | Minnesota United FC     |
| Éric Davis           | 31. března 1991    | Vila Nova Futebol Clube |
| Andrés Andrade       | 16. října 1998     | LASK                    |
| Iván Anderson        | 24. listopadu 1997 | CD Marathón             |
| Michael Amir Murillo | 11. února 1996     | Olympique Marseille     |
| Jorge Gutiérrez      | 1. září 1998       | Deportivo La Guaira     |
| Záložníci            |                    |                         |
| Cristian Martínez    | 6. února 1997      | Al-Jandal SC            |
| José Luis Rodríguez  | 19. června 1998    | FC Juárez               |
| Víctor Griffith      | 12. prosince 2000  | St. Johnstone FC        |
| Janpol Morales       | 22. června 1998    | CSD Macará              |
| Aníbal Godoy -       | 10. února 1990     | San Diego FC            |
| César Yanis          | 28. ledna 1996     | CD Cobresal             |
| Edward Cedeño        | 5. července 2003   | SD Tarazona             |
| Útočníci             |                    |                         |
| Eduardo Guerrero     | 21. února 2000     | FK Dynamo Kyjev         |
| Ismael Díaz          | 12. května 1997    | CD Universidad Católica |
| Azarias Londoño      | 21. června 2001    | CD Universidad Católica |
| José Fajardo         | 18. srpna 1993     | CD Universidad Católica |
| Cecilio Waterman     | 13. dubna 1991     | Coquimbo Unido          |
| Tomás Rodríguez      | 9. března 1999     | Monagas SC              |

### Jamajka
Hlavní trenér:  Steve McClaren
| Jméno                | Datum narození     | Klub                  |
| Brankáři             | Brankáři           | Brankáři              |
| -------------------- | ------------------ | --------------------- |
| Andre Blake -        | 21. listopadu 1990 | Philadelphia Union    |
| Shaquan Davis        | 11. listopadu 2000 | Mount Pleasant FA     |
| Jahmali Waite        | 24. prosince 1998  | El Paso Locomotive FC |
| Obránci              |                    |                       |
| Dexter Lembikisa     | 4. listopadu 2003  | Barnsley FC           |
| Amari'i Bell         | 5. května 1994     | Luton Town FC         |
| Karoy Anderson       | 1. října 2004      | Charlton Athletic FC  |
| Ethan Pinnock        | 29. května 1993    | Brentford FC          |
| Richard King         | 27. listopadu 2001 | Cavalier FC           |
| Joel Latibeaudiere   | 6. ledna 2000      | Coventry City FC      |
| Damion Lowe          | 5. května 1993     | Al-Okhdood Club       |
| Kyle Ming            | 25. ledna 1999     | Mount Pleasant FA     |
| Greg Leigh           | 30. září 1994      | Oxford United FC      |
| Záložníci            |                    |                       |
| Kasey Palmer         | 9. listopadu 1996  | Hull City AFC         |
| Dwayne Atkinson      | 5. května 2002     | Cavalier FC           |
| Sue-Lae McCalla      | 24. listopadu 1992 | Mount Pleasant FA     |
| Jon Russell          | 9. října 2000      | Barnsley FC           |
| Útočníci             |                    |                       |
| Leon Bailey          | 9. srpna 1997      | Aston Villa FC        |
| Kaheim Dixon         | 4. října 2004      | Charlton Athletic FC  |
| Rumarn Burrell       | 16. prosince 2000  | Burton Albion FC      |
| Demarai Gray         | 28. června 1996    | Al Ettifaq FC         |
| Warner Brown         | 19. srpna 2002     | Arnett Gardens FC     |
| Renaldo Cephas       | 8. října 1999      | MKE Ankaragücü        |
| Romario Williams     | 15. srpna 1994     | Indy Eleven           |
| Tyreece Campbell     | 14. září 2003      | Charlton Athletic FC  |
| Bobby Decordova-Reid | 2. února 1993      | Leicester City FC     |
| Michail Antonio      | 28. března 1990    | West Ham United FC    |

### Guatemala
Hlavní trenér:  Luis Fernando Tena
| Jméno               | Datum narození     | Klub                  |
| Brankáři            | Brankáři           | Brankáři              |
| ------------------- | ------------------ | --------------------- |
| Nicholas Hagen      | 2. srpna 1996      | Columbus Crew SC      |
| Kenderson Navarro   | 25. února 2002     | CSD Municipal         |
| Luis Morán          | 31. května 1996    | Antigua GFC           |
| Obránci             |                    |                       |
| José Ardón          | 20. ledna 2000     | Antigua GFC           |
| Nicolás Samayoa     | 2. srpna 1995      | FC Politehnica Iași   |
| José Carlos Pinto - | 16. června 1993    | Comunicaciones FC     |
| Aaron Herrera       | 6. června 1997     | D.C. United           |
| Stheven Robles      | 12. listopadu 1995 | Comunicaciones FC     |
| José Morales        | 3. prosince 1996   | CSD Municipal         |
| Carlos Aguilar      | 25. října 2006     | CD Malacateco         |
| Záložníci           |                    |                       |
| José Rosales        | 24. června 1993    | Antigua GFC           |
| Rodrigo Saravia     | 22. února 1993     | CSD Municipal         |
| Pedro Altán         | 4. června 1997     | CSD Municipal         |
| Óscar Castellanos   | 18. ledna 2000     | Antigua GFC           |
| Jonathan Franco     | 26. července 2003  | CSD Municipal         |
| Kevin Ramírez       | 1. srpna 2002      | CD Malacateco         |
| Matt Evans          | 25. května 2006    | Los Angeles FC        |
| Útočníci            |                    |                       |
| Erick Lemus         | 5. února 2001      | Comunicaciones FC     |
| Rubio Rubin         | 1. března 1996     | Charleston Battery    |
| Rudy Muñoz          | 6. února 2005      | CSD Municipal         |
| Darwin Lom          | 14. července 1997  | Comunicaciones FC     |
| Damian Rivera       | 8. prosince 2002   | Phoenix Rising FC     |
| Oscar Santis        | 25. března 1999    | Antigua GFC           |
| Arquímides Ordóñez  | 5. srpna 2003      | FC Zimbru Chișinău    |
| Olger Escobar       | 11. září 2006      | Club de Foot Montréal |
| Elmer Cardoza       | 29. července 2002  | CSD Xelajú MC         |

### Guadeloupe
Hlavní trenér:  Jocelyn Angloma
| Jméno               | Datum narození     | Klub                       |
| Brankáři            | Brankáři           | Brankáři                   |
| ------------------- | ------------------ | -------------------------- |
| Rubens Adélaïde     | 15. prosince 1998  | FC Chambly Oise            |
| Brice Cognard       | 26. dubna 1990     | LB Châteauroux             |
| Davy Rouyard        | 17. srpna 1999     | FC Girondins de Bordeaux   |
| Obránci             |                    |                            |
| Zoran Moco          | 27. června 2003    | Dijon FCO                  |
| Jérôme Roussillon   | 6. ledna 1993      | 1. FC Union Berlín         |
| Nathanaël Saintini  | 30. května 2000    | FC Martigues               |
| Dimitri Cavaré      | 5. února 1995      | Ümraniyespor               |
| Méddy Lina          | 11. ledna 1986     | AN Jeunesse Évolution      |
| Keyvan Beaumont     | 18. července 2005  | La Gauloise de Basse-Terre |
| Christopher Jullien | 22. března 1993    | Montpellier HSC            |
| Yvann Maçon         | 1. října 1998      | AS Saint-Étienne           |
| Záložníci           |                    |                            |
| Alexandre Arenate   | 20. července 1995  | Jeunesse Esch              |
| Anthony Baron -     | 29. prosince 1992  | Servette FC                |
| Noah Cadiou         | 26. října 1998     | Rodez AF                   |
| Ange-Freddy Plumain | 2. března 1995     | Nea Salamis Famagusta FC   |
| Junior Senneville   | 31. ledna 1991     | USL Dunkerque              |
| Jordan Leborgne     | 29. září 1995      | US Quevilly-Rouen          |
| Johan Angloma       | 18. října 1993     | L'Étoile de Morne-à-l'Eau  |
| Útočníci            |                    |                            |
| Thierry Ambrose     | 28. března 1997    | KV Kortrijk                |
| Matthias Phaëton    | 8. ledna 2000      | PFK CSKA Sofia             |
| Taïryk Arconte      | 12. listopadu 2003 | Pau FC                     |
| Florian David       | 16. listopadu 1992 | FC Swift Hesperange        |
| Kilian Bevis        | 13. února 1998     | FK Radnički 1923           |
| Kenny Mixtur        | 9. října 2003      | FC Progrès Niederkorn      |
| Raphaël Mirval      | 4. května 1996     | US Baie-Mahault            |
| Vikash Tillé        | 26. listopadu 1997 | CS Moulien                 |

## Skupina D

### USA
Hlavní trenér:  Mauricio Pochettino
| Jméno               | Datum narození    | Klub                   |
| Brankáři            | Brankáři          | Brankáři               |
| ------------------- | ----------------- | ---------------------- |
| Matt Turner         | 24. června 1994   | Nottingham Forest FC   |
| Matt Freese         | 2. září 1998      | New York City FC       |
| Chris Brady         | 3. března 2004    | Chicago Fire           |
| Obránci             |                   |                        |
| John Tolkin         | 31. července 2002 | Holstein Kiel          |
| Chris Richards      | 28. března 2000   | Crystal Palace FC      |
| Walker Zimmerman    | 19. května 1993   | Nashville SC           |
| Miles Robinson      | 14. března 1997   | FC Cincinnati          |
| Tim Ream -          | 5. října 1987     | Charlotte FC           |
| Alex Freeman        | 9. srpna 2004     | Orlando City SC        |
| Maximilian Arfsten  | 19. dubna 2001    | Columbus Crew SC       |
| Nathan Harriel      | 23. dubna 2001    | Philadelphia Union     |
| Mark McKenzie       | 25. února 1999    | Toulouse FC            |
| Záložníci           |                   |                        |
| Tyler Adams         | 14. února 1999    | AFC Bournemouth        |
| Jack McGlynn        | 7. července 2003  | Houston Dynamo FC      |
| Quinn Sullivan      | 27. března 2004   | Philadelphia Union     |
| Sebastian Berhalter | 10. května 2001   | Vancouver Whitecaps FC |
| Diego Luna          | 7. září 2003      | Real Salt Lake         |
| Brenden Aaronson    | 22. října 2000    | Leeds United FC        |
| Luca de la Torre    | 23. května 1998   | San Diego FC           |
| Johnny Cardoso      | 20. září 2001     | Real Betis             |
| Malik Tillman       | 28. května 2002   | PSV Eindhoven          |
| Útočníci            |                   |                        |
| Damion Downs        | 6. července 2004  | 1. FC Köln             |
| Haji Wright         | 27. března 1998   | Coventry City FC       |
| Paxten Aaronson     | 26. srpna 2003    | FC Utrecht             |
| Brian White         | 3. února 1996     | Vancouver Whitecaps FC |
| Patrick Agyemang    | 7. listopadu 2000 | Charlotte FC           |

### Haiti
Hlavní trenér:  Sébastien Migné
| Jméno                | Datum narození     | Klub                            |
| Brankáři             | Brankáři           | Brankáři                        |
| -------------------- | ------------------ | ------------------------------- |
| Johny Placide -      | 29. ledna 1988     | SC Bastia                       |
| Alexandre Pierre     | 25. února 2001     | FC Sochaux-Montbéliard          |
| Garissone Innocent   | 16. dubna 2000     | FK Riteriai                     |
| Obránci              |                    |                                 |
| Carlens Arcus        | 28. června 1996    | Angers SCO                      |
| Francois Dulysse     | 13. dubna 1999     | KF Egnatia Rrogozhinë           |
| Ricardo Adé          | 21. května 1990    | LDU Quito                       |
| Garven Metusala      | 31. prosince 1999  | Colorado Springs Switchbacks FC |
| Martin Expérience    | 9. března 1999     | AS Nancy                        |
| Duke Lacroix         | 14. října 1993     | Colorado Springs Switchbacks FC |
| Jean-Kévin Duverne   | 12. července 1997  | KV Kortrijk                     |
| Wilguens Paugain     | 24. srpna 2001     | SV Zulte-Waregem                |
| Záložníci            |                    |                                 |
| Daniel Saint-Fleur   | 13. října 1999     | Real Hope FA                    |
| Fafà Picault         | 23. února 1991     | Inter Miami CF                  |
| Louicius Don Deedson | 11. února 2001     | Odense BK                       |
| Dany Jean            | 28. listopadu 2002 | SCU Torreense                   |
| Leverton Pierre      | 9. března 1998     | LB Châteauroux                  |
| Danley Jean Jacques  | 20. května 2000    | Philadelphia Union              |
| Belmar Joseph        | 13. října 2005     | FC Sion                         |
| Christopher Attys    | 13. března 2001    | US Triestina Calcio 1918        |
| Útočníci             |                    |                                 |
| Duckens Nazon        | 7. dubna 1994      | Kayserispor                     |
| Mikaël Cantave       | 25. října 1996     | Vancouver FC                    |
| Mondy Prunier        | 22. prosince 1999  | Francs Borains                  |
| Ruben Providence     | 7. července 2001   | Almere City FC                  |
| Frantzdy Pierrot     | 29. března 1995    | AEK Athény                      |
| Téo James Michel     | 3. května 2004     | LB Châteauroux                  |

### Trinidad a Tobago
Hlavní trenér:  Dwight Yorke
| Jméno               | Datum narození     | Klub                    |
| Brankáři            | Brankáři           | Brankáři                |
| ------------------- | ------------------ | ----------------------- |
| Marvin Phillip      | 1. srpna 1984      | AC Port of Spain        |
| Jabari St. Hillaire | 19. listopadu 1999 | Defence Force FC        |
| Denzil Smith        | 12. října 1999     | AV Alta FC              |
| Obránci             |                    |                         |
| Darnell Hospedales  | 13. března 1999    | Montego Bay United FC   |
| Joevin Jones        | 3. srpna 1991      | Police FC               |
| Sheldon Bateau      | 29. ledna 1991     | KSK Beveren             |
| Justin Garcia       | 26. října 1995     | Defence Force FC        |
| Andre Raymond       | 9. listopadu 2000  | Dunfermline Athletic FC |
| Alvin Jones         | 9. července 1994   | CD Real Sociedad        |
| Kaihim Thomas       | 8. února 2003      | Defence Force FC        |
| Isaiah Lee          | 21. září 1999      | La Horquetta Rangers FC |
| Záložníci           |                    |                         |
| Steffen Yeates      | 4. ledna 2000      | York United FC          |
| Daniel Phillips     | 18. ledna 2001     | Stevenage FC            |
| Nathaniel James     | 17. června 2004    | Portland Hearts of Pine |
| Kevin Molino -      | 17. června 1990    | Defence Force FC        |
| Levi García         | 20. listopadu 1997 | FK Spartak Moskva       |
| Wayne Frederick     | 13. června 2004    | Colorado Rapids         |
| Andre Rampersad     | 2. února 1995      | HFX Wanderers FC        |
| Ajani Fortune       | 30. prosince 2002  | Atlanta United FC       |
| Real Gill           | 23. ledna 2003     | Huntsville City FC      |
| Útočníci            |                    |                         |
| Isaiah Leacock      | 11. listopadu 1999 | Defence Force FC        |
| Tyrese Spicer       | 4. prosince 2000   | Toronto FC              |
| Dante Sealy         | 17. dubna 2003     | Club de Foot Montréal   |
| Rio Cardines        | 7. ledna 2006      | Crystal Palace FC       |
| Noah Powder         | 27. října 1998     | Westchester SC          |
| Isaiah Garcia       | 22. dubna 1998     | Defence Force FC        |

### Saúdská Arábie
Hlavní trenér:  Hervé Renard
| Jméno             | Datum narození     | Klub            |
| Brankáři          | Brankáři           | Brankáři        |
| ----------------- | ------------------ | --------------- |
| Naváf Aqídí       | 10. května 2000    | Al Fateh SC     |
| Abdulrahmán Sanbí | 3. února 2001      | Al Ahli         |
| Ahmád Kasár       | 8. května 1991     | Al Qadsiah FC   |
| Obránci           |                    |                 |
| Muhammad Šankítí  | 12. března 1999    | Al Ittihad FC   |
| Sálim Nadždí      | 27. ledna 2003     | Al-Nassr FC     |
| Abduleláh Amrí    | 15. ledna 1997     | Al Ittihad FC   |
| Abduláh Madú      | 15. července 1993  | Al Ettifaq FC   |
| Saúd Abdulhamíd   | 18. července 1999  | AS Řím          |
| Naváf Búšal       | 16. září 1999      | Al-Nassr FC     |
| Hasán Kadéš       | 27. září 1992      | Al Ittihad FC   |
| Alí Madžráší      | 1. října 1999      | Al Ahli         |
| Záložníci         |                    |                 |
| Alí Hasán         | 4. března 1997     | Al-Nassr FC     |
| Muchtár Alí       | 30. října 1997     | Al Ettifaq FC   |
| Fajsál Gamdí      | 13. srpna 2001     | Beerschot AC    |
| Ajmán Jahjá       | 14. května 2001    | Al-Nassr FC     |
| Zíjad Johání      | 11. listopadu 2001 | Al Ahli         |
| Muhammad Bakúr    | 8. dubna 2004      | Al Ahli         |
| Muhammad Sád      | 29. června 2003    | USL Dunkerque   |
| Turkí Amár        | 23. září 1999      | Al Qadsiah FC   |
| Alí Asmárí        | 12. ledna 1997     | Al Ahli         |
| Abdulrahmán Abúd  | 1. června 1995     | Al Ittihad FC   |
| Hamám Hamámí      | 30. ledna 2004     | Al-Kholood Club |
| Útočníci          |                    |                 |
| Marván Saháfí     | 17. února 2004     | Beerschot AC    |
| Fíras Burajkán    | 14. května 2000    | Al Ahli         |
| Sálih Šahrí -     | 1. listopadu 1993  | Al Ittihad FC   |
| Abduláh Sálim     | 19. prosince 1992  | Al Khaleej FC   |